# Markus Weinzierl
Markus Weinzierl (* 28. Dezember 1974 in Straubing) ist ein deutscher Fußballtrainer und ehemaliger -spieler.
Während seiner aktiven Karriere absolvierte er 44 Spiele in der 2. Bundesliga für die Stuttgarter Kickers sowie für die SpVgg Unterhaching, ehe er 2005 als Spieler des SSV Jahn Regensburg verletzungsbedingt seine Laufbahn als Spieler beenden musste. Danach startete er eine Trainerkarriere und stieg mit der ersten Mannschaft des SSV Jahn Regensburg 2012 in die 2. Bundesliga auf, ehe er in die Bundesliga wechselte, wo er zunächst den FC Augsburg und den FC Schalke 04 trainierte. Bis zum 20. April 2019 war er Cheftrainer des VfB Stuttgart. Rund zwei Jahre später kehrte Weinzierl am 26. April 2021 zum FC Augsburg zurück, den er in den Spielzeiten 2020/21 und 2021/22 zum Klassenerhalt führte. Zuletzt trainierte er von Oktober 2022 bis Februar 2023 den 1. FC Nürnberg.

## Spielerkarriere
Über die Jugendvereine TSV 1861 Straubing (bis 1989) und 1. FC Passau (bis 1994) sowie den SV Lohhof (Saison 1994/95) gelangte Weinzierl zum FC Bayern München, für dessen Amateure er bis 1999 spielte. Zum Kader der ersten Mannschaft gehörte er in der Spielzeit 1998/99, kam aber zu keinem Pflichtspieleinsatz.
1999 wechselte er zu den Stuttgarter Kickers, für die er bis 2001 40 Zweitligaspiele absolvierte. Sein Debüt im bezahlten Fußball gab er am 15. August 1999 (1. Spieltag) bei der 1:4-Niederlage im Auswärtsspiel gegen Alemannia Aachen; sein einziger Treffer gelang ihm in der Folgesaison, am 16. Dezember 2000 (18. Spieltag), als er beim 3:1-Auswärtserfolg bei Rot-Weiß Oberhausen den Führungstreffer zum 1:0 per Strafstoß erzielte.
Mit dem Abstieg der Stuttgarter Kickers wechselte Weinzierl zum Zweitligisten SpVgg Unterhaching, für den er allerdings nur vier Monate spielte, um sich im Januar 2002 dem Regionalligisten SSV Jahn Regensburg anzuschließen. Eine Verletzung zwang ihn 2005, seine Spieler-Karriere zu beenden.
Weinzierl bestritt insgesamt sieben Spiele im DFB-Pokal-Wettbewerb: drei für die Stuttgarter Kickers sowie je zwei für die SpVgg Unterhaching und den SSV Jahn Regensburg.

## Trainerkarriere
Im April 2006 kehrte Weinzierl als Co-Trainer von Günter Güttler zum späteren Viertligisten SSV Jahn Regensburg zurück und war dort ab November 2008 – nach der Entlassung von Thomas Kristl – Cheftrainer. Er führte die Oberpfälzer in der Saison 2011/12 über die Relegation in die 2. Bundesliga. Weinzierl sagte über seine Anfangszeit als Cheftrainer, er sei ins kalte Wasser gesprungen, geschwommen und nicht untergegangen.

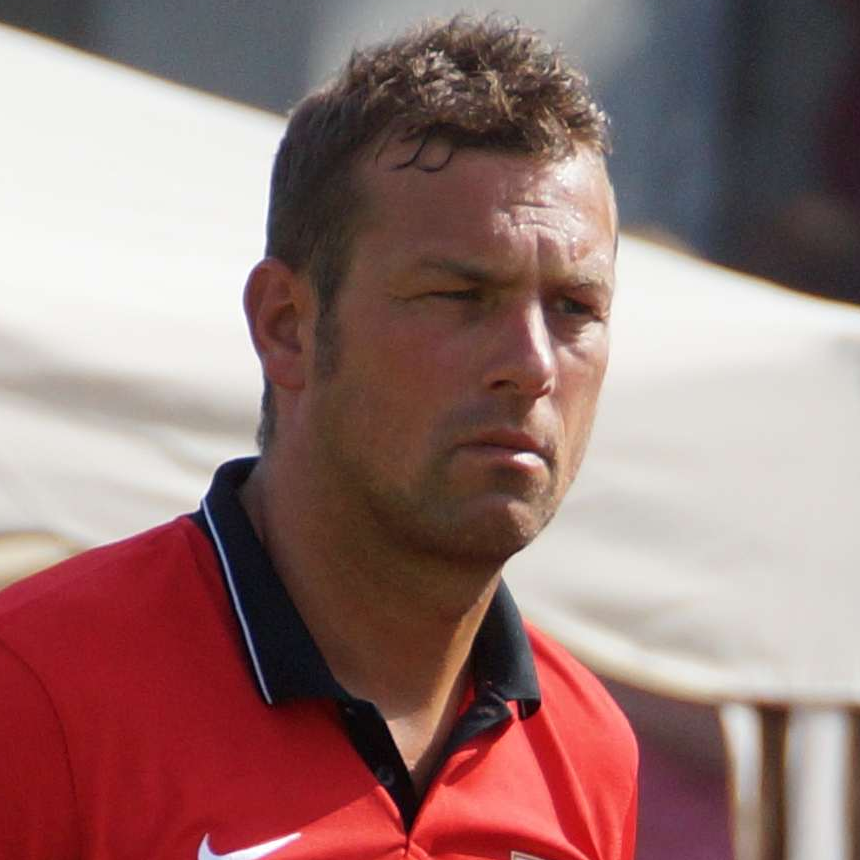
Markus Weinzierl (2015)

Am 17. Mai 2012 – wenige Tage nach dem Aufstieg mit Jahn Regensburg – gab der FC Augsburg bekannt, dass Weinzierl zur Saison 2012/13 neuer Cheftrainer werde. Er übernahm das Team von Jos Luhukay, der nach dem letzten Spieltag der Vorsaison zurückgetreten war, und schaffte nach nur neun gewonnenen Punkten aus der Hinrunde noch den Klassenerhalt. Die spielerische Entwicklung setzte sich auch in der Folgesaison fort; Weinzierl war mit seinem Team, das als Ziel nur den Klassenerhalt ausgegeben hatte, nie in Abstiegsgefahr. Stattdessen erreichte er mit dem FCA den achten Platz, was die bis dahin erfolgreichste Saison der Augsburger bedeutete, und hatte noch am letzten Spieltag die Chance auf einen Europapokalplatz. Danach wurde er von der Vereinigung der Vertragsfußballspieler mit 30,7 % noch vor Meistertrainer Pep Guardiola (25,6 %) und Vizemeister Jürgen Klopp (18,6 %) zum besten Trainer der Saison 2013/14 gewählt. In der Saison 2014/15 steigerten sich die Augsburger, wieder nur auf Abstiegsverhinderung fokussiert, nochmals, waren zeitweise Tabellendritter und setzten schließlich mit dem fünften Platz nach der Vorsaison eine neue Bestmarke. Gleichzeitig bedeutete dies mit der sicheren Europa-League-Qualifikation die erstmalige Europapokalteilnahme und damit bis dahin den größten Erfolg des Vereins. In der Saison 2015/16 war Weinzierl, nach dem Rücktritt von Lucien Favre, der dienstälteste Trainer der Bundesliga. Nach Ende der Saison 2015/16 trennten sich Weinzierl und der FC Augsburg.
Weinzierl übernahm ab der Saison 2016/17 den FC Schalke 04. In der Europa League schied man im Viertelfinale gegen Ajax Amsterdam aus. Nachdem er in der Liga den 10. Platz erreicht hatte, wurde er beurlaubt und zur neuen Saison durch Domenico Tedesco ersetzt.
Am 10. Oktober 2018 übernahm Weinzierl die nach sieben Spieltagen mit fünf Punkten auf dem letzten Tabellenplatz stehende Bundesligamannschaft des VfB Stuttgart als Nachfolger des beurlaubten Tayfun Korkut. Am 20. April 2019 wurde Weinzierl nach einer 0:6-Niederlage beim FC Augsburg beurlaubt.
Nach knapp zwei Jahren ohne Anstellung kehrte Weinzierl Ende April 2021 zum FC Augsburg zurück und löste Heiko Herrlich als Cheftrainer ab. Der damals 46-Jährige unterschrieb einen Vertrag bis zum 30. Juni 2022. Die Mannschaft stand zu diesem Zeitpunkt nach dem 31. Spieltag der Saison 2020/21 und nur einem Punkt aus den letzten vier Spielen auf dem 13. Platz, wobei der Vorsprung auf den Relegationsplatz vier Punkte betrug. In der Saison 2021/22 wurde der Klassenerhalt bereits vor dem vorletzten Spiel erreicht. Nach dem letzten Spieltag gab Weinzierl bekannt, dass er seinen mit dem Saisonende auslaufenden Vertrag nicht verlängern werde.
Anfang Oktober 2022 übernahm Weinzierl den Zweitligisten 1. FC Nürnberg als Nachfolger von Robert Klauß. Die Mannschaft stand nach dem 10. Spieltag der Saison 2022/23 nach bereits 6 Niederlagen mit 10 Punkten auf dem 14. Platz. Doch auch Weinzierl brachte nicht den erhofften sportlichen Erfolg. Am 20. Februar 2023, einen Tag nach der 0:5-Niederlage in Heidenheim, wurde Weinzierl beim 1. FC Nürnberg entlassen. In den elf Spielen hatte es drei Siege, drei Unentschieden und fünf Niederlagen gegeben.
Seit August 2024 ist er als Nachfolger von Halil Altıntop Leiter des FC Bayern Campus.

## Erfolge
- VDV-Trainer der Saison: 2013/14[15]
- Aufstieg in die 2. Bundesliga als Spieler 2003 und Trainer 2012
- Meister der Bayernliga 2007 (und Aufstieg in die Fußball-Regionalliga Süd) als Co-Trainer
- Qualifikation (mit Abschlussplatz neun) 2008 zur neuen eingleisigen 3. Liga als Co-Trainer